# Luís Gonzaga Peluso
Luís Gonzaga Peluso (* 8. Juli 1907 in Bragança Paulista, Brasilien; † 7. November 1993) war ein brasilianischer Geistlicher und römisch-katholischer Bischof von Cachoeiro de Itapemirim.

## Leben
Luís Gonzaga Peluso empfing am 25. Oktober 1931 das Sakrament der Priesterweihe.
Papst Pius XII. ernannte ihn am 13. Juni 1946 zum Bischof von Lorena. Der Erzbischof von São Paulo, Carlos Carmelo Kardinal de Vasconcelos Motta, spendete ihm am 18. August desselben Jahres die Bischofsweihe; Mitkonsekratoren waren der Bischof von Bragança Paulista, José Maurício da Rocha, und der Bischof von Sorocaba, José Carlos de Aguirre.
Am 25. Juli 1959 ernannte ihn Papst Johannes XXIII. zum Bischof von Cachoeiro do Itapemirim. Er nahm an der ersten, dritten und vierten Sitzungsperiode des Zweiten Vatikanischen Konzils als Konzilsvater teil.
Papst Johannes Paul II. nahm am 3. Dezember 1985 seinen altersbedingten Rücktritt an.